# Nemylnia
Nemylnia (ukr. Немильня) – wieś na Ukrainie, w obwodzie żytomierskim, w rejonie nowogrodzkim, nad Nemylnianką. W 2001 roku liczyła 515 mieszkańców.